# Chorebus badius
Chorebus badius är en stekelart som beskrevs av Papp 2005. Chorebus badius ingår i släktet Chorebus och familjen bracksteklar. Inga underarter finns listade i Catalogue of Life.